# Carnee
Le Carnee (in greco antico: Κάρνεια?) erano feste celebrate nel Peloponneso e nelle colonie doriche in onore di Apollo Carneio.

## Descrizione
Le feste avevano inizio il settimo giorno del mese Carneio (Metagitnione del calendario attico) e duravano nove giorni.
Le Carnee erano una festa agraria-militare celebrata a Sparta e in varie città del Peloponneso e della Magna Grecia (Taranto, Siracusa), oltre che a Cirene. Durante i giorni festivi venivano piantate nove tende nei pressi della città, in ognuna delle quali nove uomini vivevano come in un campo militare, obbedendo ai comandi di un araldo.
Il sacerdote preposto ai sacrifici, chiamato Ἀγητής, era accompagnato da cinque giovani (Καρνεᾶται) non sposati provenienti da ciascuna tribù spartana. Alcuni di questi ricevevano l'incarico di staphilodrómoi ("corridori con rami di vite"), i quali rincorrevano un uomo con indosso delle ghirlande: se riuscivano a prenderlo, garantivano la buona sorte per la città, altrimenti il contrario.
Durante le feste si svolgevano danze e agoni musicali; Terpandro, durante la XXVI olimpiade (676 a.C.-673 a.C.), riportò la vittoria nel primo agone musicale in occasione delle feste da lui stesso riorganizzate.
Le Carnee avevano un carattere sacrale e, durante i nove giorni necessari alla loro celebrazione, erano sospese tutte le attività belliche. Tra i vari episodi in cui la proibizione religiosa condizionò le azioni militari, si ricordano i seguenti:
- nel 490 a.C. gli Spartani giunsero in ritardo alla Battaglia di Maratona.[1][2]
- nel 480 a.C. il re Leonida, a causa di ritardi nel reclutamento, poté condurre soltanto un piccolo contingente alle Termopili.[3]
- nel 419 a.C., durante la guerra tra Argo e Megara.[4]
- nel 418 a.C. alla Battaglia di Mantinea, quando il re spartano Plistoanatte dovette ritirarsi da Tegea.[5]